# Half of My Hometown
«Half of My Hometown» — песня американской кантри-певицы и автора-исполнителя Келси Баллерини при участии Кенни Чесни, вышедшая 19 апреля 2021 года в качестве четвёртого сингла с её третьего студийного альбома Kelsea (2020). Авторами песни выступили Келси Баллерини, Росс Купперман, Nicolle Galyon, Шейн Маканалли и Джимми Роббинс. Песня получила положительные отзывы, первое место в кантри-чарте Country Airplay, награды Country Music Association Awards и золотой статус в США.

## История
«Half of My Hometown» описывает противоречивые эмоции человека, который испытывает конфликт между тем, чтобы остаться в родном городе или покинуть его в пользу улучшения. Баллерини записала вокал для этой песни сразу после её написания, и некоторые вокальные демозаписи были сохранены в окончательной редакции. В песне упоминается Ноксвилл, штат Теннесси — родной город обоих исполнителей, что и послужило причиной решения пригласить Чесни для исполнения песни. Чесни сказал, что он «не мог сказать „да“ достаточно быстро», услышав песню.

## Отзывы
В рецензии на AllMusic Стивен Томас Эрлевайн написал, что включение Чесни в песню «кажется, призвано усилить кантри-корни [Баллерини]». Джонатан Бернштейн из Rolling Stone в своей рецензии назвал песню «душевным акустическим гимном». Силлеа Хоутон из Sounds Like Nashville написала, что «старлетка взяла более серьёзный тон в наблюдательной „half of my hometown“», и назвала песню «выделяющимся моментом» на альбоме. Рецензент из Off the Record UK написал, что «добавление характерного вокала Чесни является здесь мастерским ходом, делающим этот трек выдающимся на альбоме», и добавил, что «он одновременно запоминающийся и полон ностальгии».

## Награды и номинации
| Год  | Церемония                                       | Категория / Работа        | Результат | Ссылка |
| ---- | ----------------------------------------------- | ------------------------- | --------- | ------ |
| 2021 | 55-я церемония Country Music Association Awards | Musical Event of the Year | Победа    | [ 10 ] |
| 2021 | 55-я церемония Country Music Association Awards | Video of the Year         | Победа    | [ 10 ] |

## Концертные выступления
Баллерини и Чесни исполнили песню вместе на 56-й церемонии вручения премии Академии музыки кантри 18 апреля 2021 года, за день до выпуска песни на радио. Это выступление стало концертным дебютом сингла. Баллерини выступила во время 2-й части финала шоу The Voice 20-го сезона, Кензи Уилер исполнила вокал Чесни из песни.

## Чарты
| Чарт (2021—2022)                  | Высшая позиция |
| --------------------------------- | -------------- |
| Канада (Billboard Country)        | 13             |
| США (Billboard Hot 100)           | 53             |
| США (Billboard Country Airplay)   | 1              |
| США (Billboard Hot Country Songs) | 11             |

| Чарт (2021)                        | Позиция |
| ---------------------------------- | ------- |
| США (Hot Country Songs, Billboard) | 66      |

## Сертификации
| Регион                                                                      | Сертификация | Продажи   |
| --------------------------------------------------------------------------- | ------------ | --------- |
| США (RIAA)                                                                  | Платиновый   | 1 000 000 |
| Данные о продажах + прослушиваниях приведены только на основе сертификации. |              |           |